# Tina Petersen
Tina Petersen (født 16. december 1965 i Malmø) er en dansk politiker, der er tidligere medlem af Folketinget for Dansk Folkeparti, som hun i dag repræsenterer i Svendborg Byråd 1998 - 2002/ 2009-2012. Samt Fyns Amt fra 2001 til 2005-
Hun blev valgt første gang i 2005 til Folketinget Fyns Amtskreds, og genvalgt i 2007 i Fyns Storkreds, men ikke genvalgt i 2011.

## Baggrund
Tina Petersen er født den 16. december 1965 som datter af specialskibsbygger Helge Otto Mortensen og kirketjener Ann-Marie Mortensen. Hun er født i Malmø, Sverige.

## Politisk karriere
Tina Petersen var, i 1995, med til at stifte Dansk Folkepartis Ungdom. Samme år var hun medstifter af Dansk Folkepartis lokalforening i Svendborg. I 1998 blev hun valgt til byrådet i Svendborg, hvor hun var medlem indtil 2001. - I 2001 blev hun valgt til Fyns Amtsråd - I 2003 blev hun formand for Dansk Folkepartis amtsrådsforening. I 2005 blev hun valgt til Folketinget i Odense Vestkredsen og i 2007 genvalgt i Odense Sydkredsen. Hun er medlem af Det Energipolitiske Udvalg, Finansudvalget, Socialudvalget og Udenrigsudvalget, samt handicappolitisk ordfører og udenrigs- og udviklingsbistandsordfører for Dansk Folkeparti.
- I 2009 bliver Tina Petersen igen valgt til Svendborg byråd, frem til 2013.

## Kontroverser

### Facebookbillede
Den 17. april 2012 lagde  Tina Petersen et fotomanipuleret billede  på sin Facebook-profil, som  viste  to skraldeposer og to kvinder klædt i nikab, der stod ved siden af hinanden. Med billedet fulgte teksten "hehe. Husk storskrald i morgen ;))) ..." Hun er efterfølgende blevet politianmeldt 
og i juli 2013 tiltalt for at overtræde af racismeparagraffen.
I december 2013 blev hun frikendt.
Tina Petersen blev både frikendt i byretten og i landsretten